# Michael Gracey

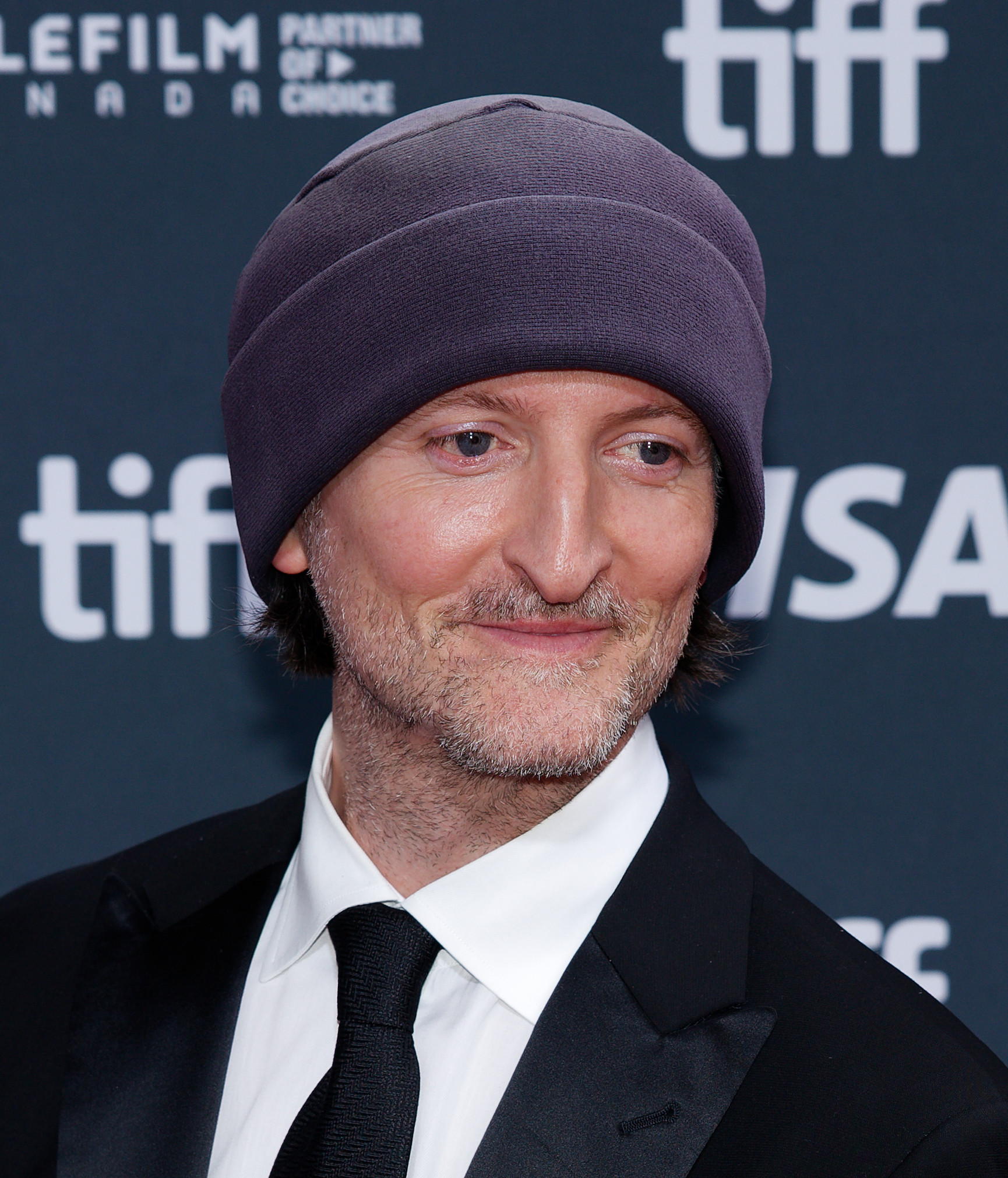
Michael Gracey (2024)

Michael Gracey (* um 1976) ist ein australischer Filmregisseur, Drehbuchautor, Filmproduzent und Künstler für visuelle Effekte.

## Leben
Michael Gracey wuchs in Melbourne auf und war zunächst als Künstler für visuelle Effekte und in der Werbung tätig und inszenierte Musikvideos unter anderem für die Sugababes, Natasha Bedingfields Unwritten (2004), Alesha Dixon und Gabriella Cilmi.
Sein Langspielfilm-Debüt gab er mit dem Ende 2017 veröffentlichten Musicalfilm Greatest Showman über den Zirkuspionier P. T. Barnum mit Hugh Jackman in der Titelrolle. 2021 erschien sein Dokumentarfilm P!nk in P!nk: All I Know So Far über die US-amerikanische Singer-Songwriterin P!nk auf Prime Video.
Seine Filmbiografie Better Man – Die Robbie Williams Story über den britischen Sänger Robbie Williams, zu der er mit Oliver Cole und Simon Gleeson auch das Drehbuch schrieb, wurde auf dem Telluride Film Festival 2024 uraufgeführt.

## Filmografie (Auswahl)

### Als Regisseur
- 2003: Sugababes: Shape (Musikvideo)
- 2003: Sean Sennett: My Love Is a Kite (Musikvideo)
- 2004: Natasha Bedingfield: Unwritten – Original Version (Musikvideo)
- 2008: Alesha Dixon: The Boy Does Nothing (Musikvideo)
- 2010: Gabriella Cilmi: On a Mission (Musikvideo)
- 2017: Greatest Showman
- 2017: Hugh Jackman in The Greatest Showman Live: Come Alive (Fernsehfilm)
- 2018: P!nk & Willow Sage Hart: A Million Dreams/A Million Dreams (Reprise) (Kurzfilm)
- 2019: P!nk in P!nk: Walk Me Home (Musikvideo)
- 2021: P!nk in P!nk: All I Know So Far
- 2024: Better Man – Die Robbie Williams Story (Better Man)

### Als Produzent
- 2003: Sean Sennett: My Love Is a Kite (Musikvideo)
- 2005: Will Young Live in London
- 2019: Taron Egerton in Rocketman (ausführende Produzent)
- 2021: P!nk in P!nk: All I Know So Far
- 2022: History of a Pleasure Seeker (ausführender Produzent)
- 2023: Miraculous: Ladybug & Cat Noir – Der Film (ausführender Produzent)
- 2024: Better Man – Die Robbie Williams Story (Better Man)

### Visuelle Effekte
- 1997: Amy
- 1998: The Genie from Down Under 2 (Fernsehserie, 13 Folgen)
- 2001: Cubbyhouse – Spielplatz des Teufels (Cubbyhouse)
- 2002: Double Vision – Fünf Höllen bis zur Unsterblichkeit (Shuāng Tóng)
- 2003: Gesetzlos – Die Geschichte des Ned Kelly (Ned Kelly)
- 2005: The Magician

## Auszeichnungen und Nominierungen
AACTA International Awards 2025
- Nominierung in der Kategorie Bester Film für Better Man
- Nominierung in der Kategorie Beste Regie für Better Man
- Nominierung in der Kategorie Bestes Drehbuch für Better Man

AACTA Award 2025
- Nominierung in der Kategorie Beste Regie im Film für Better Man
- Nominierung in der Kategorie Bestes Drehbuch für Better Man